# 시오야역 (효고현)
시오야역(효고현)(일본어: 塩屋駅 시오야에키[*])은 일본 효고현 고베시 다루미구에 있는 서일본 여객철도 역이다.

## 역사
내측선에 있는 상대식 승강장으로 2면 2선의 고가역이다. 홈에 연결된 계단은 상행 방면으로 2개, 하행 방면으로 한 개이다. 자동개찰기가 3대 설치되어 있다. 현재 시오야 역에는 엘리베이터가 설치되어 있지 않아 설치가 예정되어 있다. 서일본 여객철도 교통 서비스에 의한 위탁 영업역으로 일부 시간대에는 무인으로 운영된다.
어번 네트워크 구역에 속해 있어 이코카 및 제휴된 IC 카드의 사용이 가능하다.
| 1 | ■JR 고베 선 (하행선) | 니시아카시・히메지 방면           |
| 2 | ■JR 고베 선 (상행선) | 산노미야・아마가사키・오사카 방면 |

## 연표
- 1896년 7월 1일: 산요 철도의 시오야 가정차장으로서 스마 ~ 다루미 간에 신설개업. 여객 및 화물 취급을 개시하였다.
- 1906년 12월 1일: 산요 철도의 국유화에 따라 일본국유철도로 이관. 동시에 역으로 승격하였다.
- 1909년 10월 12일: 선로 명칭 제정에 따라 산요 본선의 일부가 되었다.
- 1934년 9월 20일: 스마 역 ~ 아카시역 간에 전기 철도 운전이 개시되었다.
- 1943년 10월 1일: 화물 취급이 폐지되었다.
- 1987년 4월 1일: 민영화에 따라 서일본 여객철도 소속이 되었다.
- 1995년 1월 17일: 한신·아와지 대지진에 의해 영업 중지
- 1995년 1월 23일: 영업 재개.
- 1998년 10월 3일: 시간표 개정으로 정차 편수가 시간 당8편으로 증편.
- 2003년 11월 1일: 이코카의 사용이 개시되었다.
- 2006년 3월 18일: 시간표 개정으로 보통 열차의 정차 편수가 시간 당 4편으로 감편.
- 2008년 3월 15일: 시간표 재차 개정으로 다시 정차 편수가 시간 당 6편으로 증편. 고베시내의 역으로써는 최초로 서일본 여객철도 교통 서비스의 위탁 영업역이 되었다.

## 인접정차역
| 서일본 여객철도 산요 본선 | 서일본 여객철도 산요 본선 | 서일본 여객철도 산요 본선 |
| ------------------------- | ------------------------- | ------------------------- |
| 스마 교토 방면            | ■ JR 고베 선 보통         | 다루미 니시아카시 방면    |